# Конде сир Сел
Конде сир Сел (фр. Condé-sur-Seulles) насеље је и општина у северној Француској у региону Доња Нормандија, у департману Калвадос која припада префектури Баје.
По подацима из 2011. године у општини је живело 252 становника, а густина насељености је износила 103,28 становника/km². Општина се простире на површини од 2,44 km². Налази се на средњој надморској висини од 79 метара (максималној 90 m, а минималној 35 m).

## Демографија
| 1962. | 1968. | 1975. | 1982. | 1990. | 1999. | 2011. |
| ----- | ----- | ----- | ----- | ----- | ----- | ----- |
| 137   | 137   | 141   | 146   | 162   | 206   | 252   |

График промене броја становника у току последњих година